# Secondo
Ein Secondo bzw. eine Seconda ist ein Sammelbegriff, der ursprünglich in der Schweiz gebräuchlich wurde für Kinder von Migranten, die in der Schweiz geboren wurden, seit vielen Jahren in der Schweiz leben oder sogar eingebürgert sind. Es handelt sich vor allem um die Kinder der Einwanderer aus den 60er und 70er Jahren. Der Begriff wird heute auch in anderen Ländern für die zweite Generation der Einwanderer genutzt. Er ist grundsätzlich positiv belegt und wird von den Betroffenen selbst verwendet. Er stammt aus dem Italienischen und bedeutet genau „Zweiter“ oder „Zweite“. Für statistische Zwecke und Fragen der sozialen Integration von Migranten fallen die Secondos in die Kategorie der Bevölkerung mit Migrationshintergrund, eines Begriffes mit Ursprung in Deutschland, der auch vom schweizerischen Bundesamt für Statistik verwendet wird.
Italiener waren ab 1960 die größte Ausländergruppe, die zu Arbeits- und Verdienstzwecken in die Schweiz eingewandert war. 1960 lebten etwa 550'000 Italiener in der Schweiz, 2013 waren es noch 275'000 Personen mit ausschließlich italienischer Staatsbürgerschaft. Sie haben die Schweizer Lebensgewohnheiten durch ihre Italianità mitgeprägt, bereichert und sind fester Bestandteil von Wirtschaft und Gesellschaft geworden.
In Deutschland gibt es seit 2009 an der Universität Regensburg ein besonderes Studienangebot für Secondos, um es ihnen zu ermöglichen, im Erwachsenenalter an die Sprache und Kultur ihrer Herkunftsländer systematisch anzuknüpfen.
Kritiker lehnen die Bezeichnung Secondo ab. Laut Medienangaben wurde sie zu einem „Unwort“, nachdem Secondos für die Krawalle an den Zürcher 1. Maifeiern 2002 verantwortlich gemacht wurden. Kritiker erklären, mit diesem Begriff grenze man diese Personen aus und zwinge ihnen die Migrationsgeschichte ihrer Eltern auf. Als Alternativbegriffe werden unter anderem „Kindern von Einwanderern“, die „Zweite Generation“ oder „Jugendliche ausländischer Herkunft“ verwendet.